# Kwesi Appiah
Pour les articles homonymes, voir Appiah.
Kwesi Appiah, né le 12 août 1990 à Londres en Angleterre, est un footballeur international ghanéen.
Il évolue actuellement au poste d'attaquant avec le club de Colchester United en prêt de Crawley Town.

## Biographie

### Club
Le 16 août 2021, il rejoint Crawley Town.
Le 1er septembre 2022, il est prêté à Colchester United.

### Sélection
Kwesi Appiah est convoqué pour la première fois en sélection par le sélectionneur national Avraham Grant le 27 janvier 2015 lors d'un match de la CAN 2015 contre l'Afrique du Sud (victoire 2-1). Le 1er février 2015, il débute ainsi la rencontre et marque son premier but en sélection lors de sa deuxième sélection contre la Guinée (victoire 3-0).
Il dispute la coupe d'Afrique en 2015.ou il perd en finale contre la Côte d'Ivoire 
Au total il compte six sélections et un but en équipe du Ghana depuis 2015.